# Danny Gable
Danny Gable (Iowa, Estados Unidos, 25 de octubre de 1948) es un deportista estadounidense retirado especialista en lucha libre olímpica donde llegó a ser campeón olímpico en Múnich 1972. El 8 de diciembre de 2020, el presidente de Estados Unidos Donald Trump le otorgó la Medalla Presidencial de la Libertad.

## Carrera deportiva
En los Juegos Olímpicos de 1972 celebrados en Múnich ganó la medalla de oro en lucha libre olímpica de pesos de hasta 68 kg, superando al luchador japonés Kikuo Wada (plata) y al soviético Ruslan Ashuraliyev (bronce).